# Къзълбаши
Къзълбашите са близка до шиитите етно-религиозна група, основната част от общността на алевиите в Турция и България.
Броят на алевиите в тези 2 страни е съответно около 15 милиона души (90-те г. на XX в.) и около 53 хиляди души (2001). Къзълбаши се наричат и общностите от иранизирани туркмени, които се заселват в някои градове в Афганистан през 18 век.
Къзълбашите са потомци на тюркски племена, които през втората половина на 15 век населяват Хорасан и възприемат шиизма от Хайдар Сефеви, водач на религиозния орден Сефевия. Името къзълбаши (от турски: kızılbaş, червеноглав) идва от дванадесетте червени ленти, които ранните къзълбаши поставяли в чалмите си. Този обичай се свързва от различни изследователи с дванадесетте шиитски имами или с битката при Сифин, след която последователите на Али ибн Абу Талиб носели кървави превръзки на главите си.
Къзълбашите участват в създаването на държавата на Сефевидите в Иран по времето на неговия син Исмаил I. В края на 15 и началото на 16 век къзълбашки групи мигрират на запад и се заселват в Азербайджан и Мала Азия. Там те се свързват с ордена на бекташите, с които имат известни сходства в религиозните възгледи, като двете групи си оказват взаимно влияние. Поради шиитската им религия и връзките им със Сефевидите, османските власти разглеждат къзълбашите като нежелана и враждебна общност. По тази причина османските султани, най-вече Селим I, ги подлагат на преследвания, десетки хиляди са избити, а голям брой са изселени в източната част на Балканския полуостров.
Къзълбашите в България се разделят на три основни групи. Най-голямата включва привърженици на бекташкото течение на бабаите (наричани са също и пазартели), които живеят както в Североизточна България, така и в Източните Родопи. Привържениците на течението на челебиите (наричани също чаршамбалъ) живеят главно в Североизточна България, с най-голяма концентрация в района на Кубрат. Третата група има различен произход - тя включва последователи на шейх Бедреддин Симави, които по-късно са започнали да се наричат къзълбаши, и е концентрирана главно в района на Казанлък.